# Stenolophus fortis
Stenolophus fortis är en skalbaggsart som beskrevs av Leconte 1880. Stenolophus fortis ingår i släktet Stenolophus och familjen jordlöpare. Inga underarter finns listade i Catalogue of Life.